# José Mena Abrantes
José Manuel Feio Mena Abrantes (* 11. Januar 1945 in Malanje) ist ein angolanischer Schriftsteller und Dramaturg.
Mena Abrantes studierte Germanistik in Lissabon, wo er 1967 sein erstes Theaterstück aufführte. Er verließ Portugal und lebte von 1970 bis 1974 in Frankfurt am Main, wo er 1973 auch als Direktionsassistent an den Städtischen Bühnen Frankfurt arbeitete. Ende 1974 kehrte er nach Angola zurück und gründete dort die Theatergruppe Tchinganje, mit der er 1975 das erste Theaterstück in Angola nach der Unabhängigkeit inszenierte. 1988 gründete er in Luanda das Elinga Teatro, dessen Direktor er seither ist und mit dem er an zahlreichen internationalen Theaterfestivals teilgenommen hat.
José Mena Abrantes lebt in Luanda und ist auch Berater für Presseangelegenheiten des angolanischen Staatspräsidenten.

## Werk
- Ana, Zé e os Escravos. (1988) – Theaterstück
- Meninos. (1991) – Poesie
- Nandyala ou a Tirania dos Monstros. (1993) – Theaterstück
- Sequeira, Luís Lopes ou o mulato dos prodígios. (1993) – Theaterstück
- A órfão do rei. (1996) – Theaterstück
- Caminhos Desencantados. (1996)
- Objetos Musicais. (1997) – Poesie
- Teatro Angola Cena Lusófona I. ISBN 978-972-98281-1-9.
- Teatro Angola Cena Lusófona II. (1999)
- Apuros de Poetas. Editorial Chá de Caxinde, Luanda 2007, ISBN 978-989-8022-47-9.